# Arrondissement Rochechouart
Arrondissement Rochechouart (fr. Arrondissement de Rochechouart) je správní územní jednotka ležící v departementu Haute-Vienne a regionu Limousin ve Francii. Člení se dále na šest kantonů a 30 obce.

## Kantony
- Oradour-sur-Vayres
- Rochechouart
- Saint-Junien-Est
- Saint-Junien-Ouest
- Saint-Laurent-sur-Gorre
- Saint-Mathieu